# Vasilii Neznamov
Vasilii Neznamov (n. 26 aprilie 1944, Petrovca, reg. Orengurg, Rusia) este un academician din Federația Rusă, fizician, unul dintre cercetătorii-fizicieni lideri de la Centrul Nuclear federal rus din Sarov.

## Biografie
Membru ULCT (1960-1974). În anul 1968 a absolvit Institutul de inginerie fizică din Moscova (MIFI) la specialitatea fizica nucleară teoretică. A fost repartizat la centrul nuclear Sovietic Arzamas-16. Este prim-locțiitorul al conducătorului științific al Centrului federal nuclear rus din Sarov, director al Institutului de fizică teoretică și matematică. Este doctor în științe fizico-matematice din anul 1988, om de știință emerit din Federația Rusă, Laureat al Premiului de Stat din URSS (1981). Este continuatorul tradițiilor centrului nuclear de la Sarov, care au fost create de academicienii Iacov Zeldovici, Andrei Saharov, Iurii Trutnev, Victor Mihailov, Radii Ilkaev. 
Este specialist în domeniul construcției de arme nucleare și termonucleare, a metodelor de păstrare a acestora în condiții de securitate.

## Creația științifică
Este cunoscut ca specialist în domeniul fizicii proceselor rapide din plasmă, a interacțiunii neutronilor cu nuclee în plasmă densă, și a proceselor, care se desfășoară în nucleele stelare, în condiții terestre, în plasma de laborator. Este creatorul unei teorii noi-busting, care se află la baza unei generații noi de ogive nucleare. A argumentat posibilitatea realizării unui regim slab de busting, care poate fi aplicat în ogive de generație nouă. A studiat problemele eficienței și stabilității bustingului. Crecetările acestea și-au găsit reflecție în una dintre armele de ultimă generație din federația rusă. Dezvoltă direcția de perfecționare a teoriei bustingului, aptă de a asigura nivelul necesar de competitivitate a armelor nucleare ruse.
Din anul 2006 interesele științifice ale academicianului Vasilii Neznamov s-au deplasat spre gravitația einsteiniană, și, în particular fizica găurilor negre.

## Discipoli și colaboratori
- Mihail Gorbatenco
- Ivan Safronov
- Evgheni Popov
- Iurii V. Petrov
- Aleksandr A. Sadovoi
- Anton S. Ulianov
- V.E. Semarulin

## Despre
- Biografie
- Caractersitsică pentru alegerile în Acvademia de Științe din Rusia ca Membru-corespondent
- Interviu